# Овчарук, Валерия Евгеньевна
Валерия Евгеньевна Овчарук (укр. Валерія Євгеніївна Овчарук; 1991, Луганск, Украина — 8 января 2020, Тегеран, Иран) — бортпроводница рейса PS752 Boeing 737-800, сбитого в январе 2020 года возле Тегерана. Герой Украины (2020).

## Биография
Валерия Овчарук родилась в Луганске, окончила местную среднюю школу № 58, а также факультет бухгалтерского учёта Луганского железнодорожного техникума. В 2015 году переехала в Киев для работы бортпроводницей в «Международных авиалиниях Украины».
8 января 2020 погибла в результате катастрофы Boeing 737, направлявшегося из Тегерана в Киев и сбитого по ошибке на взлёте ракетами противовоздушной обороны Ирана.
Была похоронена на Берковецком кладбище Киева.

## Награды
Указом президента Украины от 29 декабря 2020 года за героизм и самоотверженные действия, проявленные при исполнении служебного долга Валерии Евгеньевне Овчарук было присвоено звание Героя Украины с вручением ордена «Золотая Звезда».